# 767
Năm 767 là một năm trong lịch Julius.